# Sadirac

Sadirac este o comună în departamentul Gironde din sud-vestul Franței. În 2009 avea o populație de 3.455 de locuitori.

## Evoluția populației
| An        | 1975  | 1982  | 1990  | 1999  | 2006  | 2009  |
| --------- | ----- | ----- | ----- | ----- | ----- | ----- |
| Populație | 1.206 | 2.116 | 2.899 | 3.022 | 3.372 | 3.455 |